# Ulla Lindstrom
Ulla Frederika Christa Lindstrom (Berlino, 5 maggio 1945 – Uppsala, 7 ottobre 1997) è stata una modella, danzatrice e attrice tedesca naturalizzata svedese.

## Biografia
Sua madre apparteneva ad una famiglia di origini svedesi e aveva il cognome di Lindstrom ed era nata a Berlino nel dicembre 1932 in una famiglia della piccola borghesia rovinata poi durante la Seconda Guerra Mondiale; suo padre era un soldato russo che durante la Battaglia di Berlino nel 1945, portò con sé la madre di Ulla Lindstrom e si unì a lei sessualmente nonostante la sua minore età, abbandonandola poi quando diede alla luce una figlia.
Ulla crebbe in Germania fino all'età di quattordici anni, quando la madre, che era cameriere in un locale di terzo grado, per motivi economici fu obbligata a mandarla in Russia da presunti parenti del marito, che vivevano a Tallinn e iscrissero la Lindstrom all'Accademia del balletto di Leningrado, dove ebbe uno straordinario successo e fu inviata con un gruppo di ballerine in un tour attraverso i paesi della cortina di ferro, ballando davanti a Tito Broz in Iugoslavia e davanti al presidente della Repubblica Polacca a Versavia.
Nel 1962 un coreografo svedese la notò durante un ballo a Mosca, e contrattò con il proprietario dell'Accademia del balletto di Leningrado perché potesse venire in Svezia e così Lindstrom si trasferì a Stoccolma dove ebbe alcuni posti come dirigente dell'Accademia Reale di Ballo, divenendone poi la principale conduttrice. Lavorò anche come modella per la rivista Penthouse Pets ed è considerata insieme a Brigitte Bardot la prima reincarnazione della sessualità femminile.
Nel 1970 ha sposato il principe Ferdinand Joachim zu Wied, figlio del principe e diplomatico tedesco Viktor zu Wied e dell'attrice Marita Rökk e poi ha lavorato a lungo per i produttori cinematografici svedesi interpretando ruoli minori spesso in commedie o musical. Nel 1978 ha ricevuto la nazionalità svedese.

## Filmografia
- L'imboscata (The Ambushers), regia di Henry Levin (1967)